# Алиева, Ирода Мирзахоновна
Ирода Мирзахоновна Алиева (17 декабря 1929— 7 июля 1989 года, Ташкент) — узбекская советская актриса театра и кино, народная артистка Узбекской ССР (1967).

## Биография
Ирода Алиева родилась 17 декабря 1929 года в Ташкенте.
Закончила Ташкентский театрально-художественный институт имени А. Н. Островского. С 1951 года работала в Ташкентском драматическом театре имени Хамзы под руководством народной артистки СССР Сары Ишантураевой. Первой заметной ролью Алиевой стал образ Ольги Ульяновой в пьесе И. Попова «Семья».
Среди других ролей — Насиба (в постановке комедии «Больные зубы» Абдуллы Каххара), Мукаддас («Настоящая любовь» Адыла Якубова), Ширин («Легенда о любви» Назыма Хикмета), Марьям («Алжир — Моя страна» Мухаммеда Диба) и другие. В 1960—1970-х годах она становится одной из влиятельных актрис узбекского театра; играет роли Асал в спектакле «Одинокая красота» по Чингизу Айтматову, Назокат в постановке «Парвона» по Уйгуну. Созданные Алиевой образы характеризовались пониманием авторской идеи, интеллектуальной глубиной, красотой и яркостью, с сохранением в то же время теплоты, дружелюбия и обаяния.
В 1967 году была удостоена почётного звания народной артистки Узбекской ССР.
С 1970-х годов также исполняла роли в кино, преимущественно студии «Узбекфильм»; в частности, известна вне республики ролью ведьмы Алмауз-Кампыр в детских фильмах «Акмаль, дракон и принцесса» (1981) и «Новые приключения Акмаля» (1983), снималась в эпизодах картин «Одиножды один» (1974), «Пираты XX века» (1979), «Юность гения» (1982). Обладая мягким и звучным голосом, актриса играла и в радиопостановках, а также участвовала в дубляже нескольких сотен картин на узбекский язык.
Умерла в Ташкенте 7 июля 1989 года.